# Cornwall Island, Nunavut
Cornwall Island är en ö i Kanada.   Den ligger i territoriet Nunavut, i den norra delen av landet, 3 700 km norr om huvudstaden Ottawa. Ön har en yta på 2 358 km²
Trakten runt Cornwall Island består i huvudsak av gräsmarker. Trakten runt Cornwall Island är nära nog obefolkad, med mindre än två invånare per kvadratkilometer.